# Manfred Kursawa
Manfred Kursawa (* 1933; † 2001) war ein deutscher Fußballfunktionär.

## Leben
Kursawa wuchs in Berlin-Mariendorf auf und war Fußballspieler beim BFC Viktoria 1889, ehe er nach einer Knieverletzung seine Spielerlaufbahn aufgeben musste. Auch eine anschließende Tätigkeit als Schiedsrichter konnte er nicht lange ausüben.
Daraufhin wurde Kursawa, der hauptberuflich bei der Bundesversicherungsanstalt für Angestellte arbeitete, ehrenamtlicher Funktionär und begann 1963 als Hauptkassierer bei Blau-Weiß 90 Berlin. Noch in den 1960er Jahren wurde er Vorsitzender des Vereins. Unter seiner Ägide stieg der Verein in den Profifußball auf. Mithilfe von Mäzenen wurde 1984 der Aufstieg in die 2. Bundesliga und 1986 der Aufstieg in die Erstklassigkeit erreicht. Bereits 1973 hatte man die Möglichkeit, in die Bundesliga aufzusteigen, Blau-Weiß scheiterte aber in der Aufstiegsrunde. Kursawa wurde 1989 nicht wiedergewählt. Der Verein verschuldete sich in der Folgezeit und musste 1992 Konkurs anmelden.
In den 1990er Jahren wurde Kursawa Vizepräsident des Berliner Fußballverbands. Als Mitglied des Kontrollausschusses des DFB in den 1970er Jahren war er an der Aufklärung des Bundesliga-Skandals von 1971 beteiligt.
2001 starb Kursawa und wurde in Berlin-Mariendorf beigesetzt.